# 提謨布戎
提謨布戎 （希臘語： ; ?—前322年），拉凱戴孟人（Lacedaemonian）。 
提謨布戎是亞歷山大大帝巴比倫總督哈帕拉斯（Harpalus）的軍官，並深受信任。在前324年，提謨布戎在克里特島殺了哈帕拉斯，並奪佔了他的財物、艦隊、軍隊。並在一些被流放的昔蘭尼人請求下，率領艦隊航向昔蘭尼，但他內心卻企圖把當地給征服。
一開始他初戰得勝，並奪下昔蘭尼人的港口阿波羅尼亞，提謨布戎並把他的財物安置於那裏。他要求昔蘭尼人投降，並繳出500塔蘭同，還要為他提供遠征所需的戰車數量一半。昔蘭尼人最後同意這份協定。然而，提謨布戎一位軍官謨那斯克勒（Mnasicles）叛逃到昔蘭尼人那，強力勸說昔蘭尼人毀約，戰事再度爆發。趁著提謨布戎把時間花在圍攻城市之時，昔蘭尼人趁機侵犯提謨布戎的盟友班加西人和巴卡人（Barcaeans），並使提謨布戎撤軍去救援盟友。而在謨那斯克勒引導下，昔蘭尼人成功收復阿波羅尼亞，並奪取提謨布戎一些軍備。 
雖然提謨布戎之後攻下塔烏奇拉（Taucheira）。但提謨布戎的運氣用完似的，他的艦隊因為喪失港口，水手被迫上岸尋找補給，但一次他們遭到昔蘭尼人攻擊，損失慘重，剩下的船隻在海上遭遇到風暴，其中殘餘一些船艦被昔蘭尼人抓到，還有一些流落四處。為了應對戰事不利的局面，他派人到伯羅奔尼撒募集傭兵，就在對提謨布戎戰局最艱困之時，這批新的傭兵來到提謨布戎這一方，而昔蘭尼人為了因應提謨布戎這方軍力增強，成功讓利比亞人和迦太基派兵援助。在決戰中提謨布戎成功擊敗昔蘭尼人，並包圍昔蘭尼城。因為戰事持續很長一段時間，對昔蘭尼人而言糧食已經漸漸缺乏，民眾在不滿下推翻原有的寡頭政治，並以民主政治取代，而原有的一些上層階級遭到放逐，其中一些投靠提謨布戎，另一些則逃到埃及托勒密那，他們並向托勒密請求干預這場戰事。
托勒密隨即派遣一支大軍進軍昔蘭尼加，並由歐斐爾拉斯（Ophellas）指揮。當昔蘭尼人聽聞托勒密的大軍即將來到，擔心自身的主權自由和民主政治將被推翻，他們立刻與提謨布戎停戰，雙方並決定聯手抵擋托勒密軍隊入侵。然而歐斐爾拉斯在戰場上擊敗聯軍，並壓制當地昔蘭尼所有城市，提謨布戎被迫逃亡，但他最後落入利比亞人手中，並被轉交給出身奧林西安人（Olynthian）的埃披庫代斯（Epicydes），埃披庫代斯當時被歐斐爾拉斯命令負責管理塔烏奇拉。於是提謨布戎被押到阿波羅尼亞，在那裡被控訴他的戰爭暴行和掠奪，於前322年被釘死在十字架上。